# Лесное (Коломакский район)
Шелестово (укр. Лісне), село, 
Шелестовский сельский совет,
Коломакский район,
Харьковская область.
Код КОАТУУ — 6323281004.

## Географическое положение
Село Лесное находится на расстоянии в 1 км на юго-восток от села Шелестово, к селу примыкает большой лесной массив (дуб), на расстоянии в 1 км расположена железнодорожная станция Коломак.
Село Лесное присоединено к селу Шелестово в 1997 году
.